# Atalanta Bergamasca Calcio 1946-1947
Questa pagina raccoglie i dati riguardanti l'Atalanta Bergamasca Calcio nelle competizioni ufficiali della stagione 1946-1947.

## Stagione
Risolti i problemi dovuti alla guerra, il campionato di Serie A torna a girone unico a cui prendono parte ben 20 squadre.
L'organico della squadra bergamasca viene praticamente rivoluzionato; la dirigenza compì notevoli sforzi economici e decise di puntare sulla ricerca di giovani. Torna a Bergamo per la terza volta Salvi (che sarà il capocannoniere della squadra con 10 gol), arrivano Cergoli, Meucci e Mari. Alla guida della squadra rimane Luisito Monti.
Dopo un avvio non convincente la società decide di sollevare Monti dall'incarico di allenatore, richiamando sulla panchina Ivo Fiorentini, che tanto bene aveva fatto in neroazzurro nei campionati precedenti la guerra. Insieme al nuovo tecnico, grazie alla riaperta agli stranieri, vengono acquistati due attaccanti ungheresi per cercare di togliere dai guai la squadra: Kincses e Olajkar.
Con la nuova guida tecnica i risultati cominciarono ad arrivare, fino alla conquista del nono posto in un campionato. Da segnalare i successi convincenti contro due big: Bologna e Inter in trasferta.

## Organigramma societario
Area direttiva
- Presidente: Daniele Turani
- Segretario:

Area tecnica
- Allenatore: Luisito Monti (fino al 24 novembre), poi Ivo Fiorentini

Area sanitaria

## Rosa
| N. |                   | Ruolo | Calciatore        |
| -- | ----------------- | ----- | ----------------- |
|    | Italia (bandiera) | P     | Giuseppe Casari   |
|    | Italia (bandiera) | P     | Pietro Dentella   |
|    | Italia (bandiera) | P     | Pierino Fuzzi     |
|    | Italia (bandiera) | P     | Felice Mazzoleni  |
|    | Italia (bandiera) | D     | Alberto Citterio  |
|    | Italia (bandiera) | D     | Aulo Fogar        |
|    | Italia (bandiera) | D     | Attilio Gallo     |
|    | Italia (bandiera) | D     | Sergio Manente    |
|    | Italia (bandiera) | D     | Luigi Nunin       |
|    | Italia (bandiera) | C     | Antonio Bacchetti |
|    | Italia (bandiera) | C     | Giacomo Mari      |
|    | Italia (bandiera) | C     | Benito Meroni     |
|    | Italia (bandiera) | C     | Cesare Meucci     |

| N. |                     | Ruolo | Calciatore        |
| -- | ------------------- | ----- | ----------------- |
|    | Italia (bandiera)   | C     | Francesco Randon  |
|    | Italia (bandiera)   | C     | Vittorio Schiavi  |
|    | Italia (bandiera)   | C     | Paolo Tabanelli   |
|    | Italia (bandiera)   | C     | Paolo Todeschini  |
|    | Italia (bandiera)   | A     | Andrea Cagnoni    |
|    | Italia (bandiera)   | A     | Francesco Cergoli |
|    | Italia (bandiera)   | A     | Bruno Dazzi       |
|    | Ungheria (bandiera) | A     | Mihály Kincses    |
|    | Italia (bandiera)   | A     | Luciano Loschi    |
|    | Ungheria (bandiera) | A     | Sándor Olajkár    |
|    | Italia (bandiera)   | A     | Arnaldo Salvi     |

## Calciomercato
| Acquisti | Acquisti          | Acquisti          | Acquisti            |
| R.       | Nome              | da                | Modalità            |
| -------- | ----------------- | ----------------- | ------------------- |
| P        | Pierino Fuzzi     | Bologna           | definitivo          |
| D        | Aulo Fogar        | Pieris            | definitivo          |
| D        | Sergio Manente    | Udinese           | definitivo          |
| D        | Luigi Nunin       | Cormonese         | definitivo          |
| C        | Giacomo Mari      | Cremonese         | definitivo          |
| C        | Benito Meroni     | Cormonese         | definitivo          |
| C        | Cesare Meucci     | Cormonese         | definitivo          |
| C        | Francesco Randon  | Valentino Mazzola | definitivo          |
| C        | Paolo Todeschini  | Bologna           | definitivo          |
| A        | Andrea Cagnoni    | Gazzaniga         | definitivo          |
| A        | Francesco Cergoli | Triestina         | definitivo          |
| A        | Bruno Dazzi       | Parma             | definitivo          |
| A        | Mihály Kincses    | Kispest           | definitivo (a nov.) |
| A        | Luciano Loschi    | Tarcentina        | definitivo          |
| A        | Sándor Olajkár    | Kispest           | definitivo (a nov.) |
| A        | Arnaldo Salvi     | Brescia           | definitivo          |
| A        | Tullio Zuppet     | Spilimbergo       | definitivo          |

| Cessioni | Cessioni            | Cessioni  | Cessioni   |
| R.       | Nome                | a         | Modalità   |
| -------- | ------------------- | --------- | ---------- |
| D        | Dino Zarlatti       | Udinese   | definitivo |
| C        | Francesco Paredi    | Piacenza  | definitivo |
| C        | Sergio Riva         | Cremonese | definitivo |
| A        | Aldo Boffi          | Seregno   | definitivo |
| A        | Valerio Cassani     | Modena    | definitivo |
| A        | Walter Del Medico   | Modena    | definitivo |
| A        | Adriano Gè          | Cremonese | definitivo |
| A        | Giuseppe Meazza     | Inter     | definitivo |
| A        | Sallustio Stombelli | Piacenza  | definitivo |

## Risultati

### Serie A

#### Girone di andata
| Arbitro: | Zelocchi (Modena) |

|          |           |                            |
| Salvi 7’ | Marcatori | 35’, 80’ Astorri 81’ Piola |

| Arbitro: | Tassini (Verona) |

|  |           |                  |
|  | Marcatori | 32’ (rig.) Gallo |

| Arbitro: | Bertolio (Torino) |

|           |           |             |
| Salvi 75’ | Marcatori | 5’ Rossetti |

| Livorno 13 ottobre 1946, ore ? 4ª giornata | Livorno          | 0 – 0 | Atalanta | Stadio Ardenza\| Arbitro: \| Carpani (Milano) \| |
| Arbitro:                                   | Carpani (Milano) |       |          |                                                  |

| Arbitro: | Silvano (Torino) |

|               |           |             |
| Bacchetti 40’ | Marcatori | 44’ Baldini |

| Arbitro: | Galeati (Bologna) |

|              |           |             |
| Giorgino 35’ | Marcatori | 48’ Cergoli |

| Arbitro: | Bernardi (Bologna) |

|                  |           |                                 |
| Gallo 40’ (rig.) | Marcatori | 3’, 87’ Puricelli 63’ Annovazzi |

| Arbitro: | Zilli (Reggio Emilia) |

|                         |           |  |
| Tavellin 55’ Cavone 89’ | Marcatori |  |

| Arbitro: | Scotti (Taranto) |

|                                  |           |             |
| Romagnoli II 38’, 81’ Busani 48’ | Marcatori | 15’ Cergoli |

| Arbitro: | Galeati (Bologna) |

|              |           |  |
| Citterio 88’ | Marcatori |  |

| Arbitro: | Scotto (Savona) |

|              |           |  |
| Gregorin 48’ | Marcatori |  |

| Arbitro: | Stampacchia (Napoli) |

|                             |           |  |
| Krieziu 5’, 89’ Ferrari 48’ | Marcatori |  |

| Arbitro: | Savio (Torino) |

|             |           |               |
| Cergoli 19’ | Marcatori | 29’ Quaresima |

| Arbitro: | Agnolin (Bassano del Grappa) |

|  |           |                             |
|  | Marcatori | 19’, 44’ Mazzola 50’ Ossola |

| Roma 5 gennaio 1947, ore ? 15ª giornata | Lazio             | 0 – 0 | Atalanta | Stadio Nazionale\| Arbitro: \| Boffardi (Genova) \| |
| Arbitro:                                | Boffardi (Genova) |       |          |                                                     |

| Arbitro: | Silvano (Torino) |

|                  |           |                  |
| Gallo 43’ (rig.) | Marcatori | 57’ (aut.) Gallo |

| Arbitro: | Dattilo (Roma) |

|                       |           |                |
| Cergoli 10’ Salvi 70’ | Marcatori | 29’ Valcareggi |

| Arbitro: | Zelocchi (Modena) |

|                       |           |  |
| Kincses 41’ Salvi 80’ | Marcatori |  |

| Venezia 9 febbraio 1947, ore ? 18ª giornata | Venezia                | 0 – 0 | Atalanta | Stadio Pierluigi Penzo\| Arbitro: \| Poggipollini (Ferrara) \| |
| Arbitro:                                    | Poggipollini (Ferrara) |       |          |                                                                |

#### Girone di ritorno
| Arbitro: | Agnolin (Bassano del Grappa) |

|                                            |           |            |
| Vicich 43’ Korostelev 46’, 60’ Astorri 78’ | Marcatori | 5’ Cergoli |

| Arbitro: | Gamba (Napoli) |

|  |           |                                         |
|  | Marcatori | 16’ (aut.) Citterio 28’, 55’ Campatelli |

| Arbitro: | Scotto (Savona) |

|             |           |                                   |
| Bernard 80’ | Marcatori | 29’, 35’ Salvi 73’ (rig.) Manente |

| Arbitro: | Galeati (Bologna) |

|                                     |           |             |
| Kincses 13’, 60’ Manente 40’ (rig.) | Marcatori | 18’ Taccola |

| Arbitro: | Zambotto (Padova) |

|                    |           |                    |
| Baldini 14’ (rig.) | Marcatori | 44’ (rig.) Manente |

| Arbitro: | Cambi (Livorno) |

|             |           |  |
| Cergoli 82’ | Marcatori |  |

| Milano 30 marzo 1947, ore ? 26ª giornata | Milan         | 0 – 0 | Atalanta | Stadio San Siro\| Arbitro: \| Gemini (Roma) \| |
| Arbitro:                                 | Gemini (Roma) |       |          |                                                |

| Arbitro: | Dellarole (Roma) |

|                            |           |  |
| Kincses 39’, 66’ Salvi 84’ | Marcatori |  |

| Arbitro: | Vannini (Bologna) |

|                          |           |                |
| Kincses 20’ Citterio 87’ | Marcatori | 35’ Santamaria |

| Arbitro: | Pera (Firenze) |

|                            |           |                         |
| Trevisan 4’ Dalla Torre 9’ | Marcatori | 53’ Cergoli 84’ Kincses |

| Arbitro: | Agnolin (Bassano del Grappa) |

|                    |           |            |
| Kincses 40’ (rig.) | Marcatori | 6’ Bollano |

| Bergamo 18 maggio 1947, ore ? 31ª giornata | Atalanta        | 0 – 0 | Roma | Stadio Comunale\| Arbitro: \| Pieri (Trieste) \| |
| Arbitro:                                   | Pieri (Trieste) |       |      |                                                  |

| Arbitro: | Coppolone (Bari) |

|  |           |            |
|  | Marcatori | 9’ Kincses |

| Arbitro: | Bonivento (Venezia) |

|                                                |           |                                   |
| Loik 14’ Ferraris II 25’ Mazzola 56’, 64’, 66’ | Marcatori | 44’ Randon 54’ Cergoli 85’ Meucci |

| Arbitro: | Zambotto (Padova) |

|           |           |                |
| Salvi 33’ | Marcatori | 14’ De Andreis |

| Modena 15 giugno 1947, ore ? 35ª giornata | Modena             | 0 – 0 | Atalanta | Stadio Cesare Marzari\| Arbitro: \| Pizziolo (Firenze) \| |
| Arbitro:                                  | Pizziolo (Firenze) |       |          |                                                           |

| Arbitro: | Bonivento (Venezia) |

|                           |           |  |
| Galassi 53’ Bonaretti 86’ | Marcatori |  |

| Arbitro: | Zelocchi (Modena) |

|                                   |           |                       |
| Cergoli 34’ Salvi 54’ Cagnoni 77’ | Marcatori | 61’ Novello 81’ Dante |

| Arbitro: | Galeati (Bologna) |

|                                                    |           |           |
| Rebuzzi II 9’ Penzo 31’ Paolini 34’ Defilippis 69’ | Marcatori | 41’ Salvi |

## Statistiche

### Statistiche di squadra
| Competizione | Punti | In casa | In casa | In casa | In casa | In casa | In casa | In trasferta | In trasferta | In trasferta | In trasferta | In trasferta | In trasferta | Totale | Totale | Totale | Totale | Totale | Totale | DR  |
| Competizione | Punti | G       | V       | N       | P       | Gf      | Gs      | G            | V            | N            | P            | Gf           | Gs           | G      | V      | N      | P      | Gf     | Gs     | DR  |
| ------------ | ----- | ------- | ------- | ------- | ------- | ------- | ------- | ------------ | ------------ | ------------ | ------------ | ------------ | ------------ | ------ | ------ | ------ | ------ | ------ | ------ | --- |
| Serie A      | 37    | 19      | 8       | 7       | 4       | 25      | 23      | 19           | 3            | 8            | 8            | 15           | 29           | 38     | 11     | 15     | 12     | 40     | 52     | -12 |

### Statistiche dei giocatori
| Giocatore     | Serie A  | Serie A |
| Giocatore     | Presenze | Reti    |
| ------------- | -------- | ------- |
| A. Bacchetti  | 8        | 1       |
| A. Cagnoni    | 8        | 1       |
| G. Casari     | 27       | -36     |
| F. Cergoli    | 35       | 9       |
| A. Citterio   | 36       | 2       |
| B. Dazzi      | 7        | 0       |
| P. Dentella   | 1        | -4      |
| A. Fogar      | 3        | 0       |
| P. Fuzzi      | 10       | -12     |
| A. Gallo      | 21       | 3       |
| M. Kincses    | 21       | 9       |
| L. Loschi     | 4        | 0       |
| S. Manente    | 18       | 3       |
| G. Mari       | 35       | 0       |
| B. Meroni     | 7        | 0       |
| C. Meucci     | 18       | 1       |
| L. Nunin      | 1        | 0       |
| S. Olajkár    | 7        | 0       |
| F. Randon     | 24       | 1       |
| A. Salvi      | 36       | 10      |
| V. Schiavi    | 34       | 0       |
| P. Tabanelli  | 31       | 0       |
| P. Todeschini | 26       | 0       |